# Emam-Ali Habibi
Emam-Ali Habibi (Babol, Irán, 27 de mayo de 1931) es un deportista iraní retirado especialista en lucha libre olímpica donde llegó a ser campeón olímpico en Melbourne 1956.

## Carrera deportiva
En los Juegos Olímpicos de 1956 celebrados en Melbourne ganó la medalla de oro en lucha libre olímpica estilo peso ligero, por delante del japonés Shigeru Kasahara (plata) y del soviético Alimbeg Bestayev (bronce).